# 櫨谷村
櫨谷村（はせたにむら）は、兵庫県明石郡にあった村。現在の神戸市西区櫨谷町各町と狩場台・糀台・竹の台・樫野台・春日台・井吹台北町・井吹台東町・井吹台西町の一部にあたる。

## 地理
- 河川：櫨谷川

## 歴史
- 1889年（明治22年）4月1日 - 町村制の施行により、長谷村・寺谷村・池谷村・友清村・栃木村・福谷村・谷口村・菅野村・松本村の区域をもって発足。
- 1947年（昭和22年）3月1日 - 神戸市（垂水区）に編入。同日櫨谷村廃止。
- 1982年（昭和57年）8月1日 - 分割により、旧村域が西区の一部となる。

## 経済

### 産業
- 農業

『大日本篤農家名鑑』によれば、櫨谷村の篤農家は「加藤伊三郎、柳瀬静夫、柳瀬政吉、柳瀬芳松、藤本善吉、前山藤太郎、後藤増次郎」などである。

## 交通

### 鉄道路線
現在は旧村域に神戸市営地下鉄西神・山手線の西神中央駅が所在するが、当時は未開業。